# Padina Matei, Caraș-Severin
Padina Matei este un sat în comuna Gârnic din județul Caraș-Severin, Banat, România.